# Koonda Holaa
Koonda Holaa, vlastním jménem Kamil Krůta, známý také jako Jameel Abdul Kebab a Kamilsky, (* 1969) je český hudebník. Zpočátku hrál na baskytaru, později kytaru. V osmdesátých letech působil v kapele FPB a později v duu Pseudo Pseudo s bubeníkem Milanem Novým, se kterým vydal album Boucher Voyager (1996). Po sametové revoluci se usadil nejprve v Německu a později v USA. Krátce se vrátil do Česka, vystupoval s Už jsme doma, ale v roce 1997 odešel zpět do USA. Dlouhodobě vystupoval pouze v USA, postupem času se začal občasně vracet i do Evropy. První album coby Koonda Holaa vydal v roce 2001 pod názvem Cocky Cutie's. Později vydal alba 10 Acres of the Finest Sand (2009), The Shit Man (2012), Apnea (2015) a Still There Waiting for Me (2019). Na albu Apnea hráli například Mike Watt a Steve Mackay ze skupiny Iggy and the Stooges. Vystupoval také s Lydií Lunch.
V roce 1988 shodil v Teplicích sochu Klementa Gottwalda a strávil dva roky ve vězení. Propuštěn byl díky amnestii 3. ledna 1990.

## Diskografie

### Sólová
- Cocky Cutie's (1999)
- Methods and Techniques of the 21st Century Music (2002)
- Live at Knitting Factory Hollywood (2003)
- Sad and Sobing Songs of Jameel Abdul Kebab (2006)
- 10 Acres of the Finest Sand (2009)
- The Shit Man (2012)
- Rue d' Abbeville (2014)
- Apnea (2015)
- Still There Waiting for Me (2019)

### Ostatní
- Boucher Voyager (Pseudo Pseudo, 1992)
- Surrounded by Bulgarians (Pseudo Pseudo, 1997)
- Matrikamantra (Lydia Lunch, 1998)
- Vancouver 1997 Live (Už jsme doma, 1999)
- United Scum Soundclash (United Scum Soundclash, 2005)
- Tunnel Diner (Steve Mackay & The Radon Ensemble, 2006)
- Video Hysterie: 1978 – 2006 (Lydia Lunch, 2008)
- Necroethyl (Solar Skeletons, 2009)
- Sometimes Like This I Talk (Steve Mackay, 2010)
- Nico Edouard / Courge Solofi / Krinator / Koonda Holaa (Nico Edouard, Courge Solofi, Krinator, Koonda Holaa, 2011)
- Mental Short (Chantal Morte, 2012)
- Les Plus Grands Moments Country (Bonne Humeur Provisoire, 2012)
- Shambles (Nick Pulpman, 2021)